# Fusiturricula bajanensis
Fusiturricula bajanensis is een slakkensoort uit de familie van de Drilliidae. De wetenschappelijke naam van de soort is voor het eerst geldig gepubliceerd in 1969 door Nowell-Usticke.